# Jean-Paul Abalo
Jean-Paul Abalo Yaovi (Lomé, 26 giugno 1975) è un ex calciatore togolese, di ruolo difensore.

## Carriera

### Club
Abalo ha giocato, fra le altre squadre, in Ligue 2 con l'Amiens SC. È stato finalista di Coppa di Francia nel 2001 con l'Amiens SC, finalista di Coppa CAF nel 2007 con l'Al Merreikh e vicecampione del 2007 con l'Al Merreikh.

### Nazionale
È stato il capitano del Togo e fu convocato per i Mondiali 2006. Tuttavia il suo contributo alla squadra fu impoverito dall'espulsione ricevuta nella prima gara contro la Corea del Sud.
Ha inoltre partecipato a quattro diverse edizioni della Coppa d'Africa.